# 丹尼索瓦洞穴
丹尼索瓦洞穴（俄语：Денисова пещера）是俄罗斯西伯利亚阿尔泰山脉，即阿尔泰边疆区索洛涅什诺耶区的一个洞穴。该洞穴对古考古和古生物学具有重大意义。丹尼索瓦古人类的骨头碎片来自该洞穴，其中包括距今约40000 年的文物。洞穴中还发现了一种拥有32000年历史的史前马种以及人类历史上最早的骨针。

该洞穴位于一个被认为过去尼安德特人和现代人同时居住的地区。2016 年在考古遗址发现了一根可追溯到50,000年前的骨针，被描述为已知最古老的针（尽管另一根可能的针可以追溯到大约10,000年前的南非，大约在 61,000 年前）。
丹尼索瓦人、尼安德特人和相关的杂交种可能已经在丹尼索瓦洞穴中居住了很长时间，但可能不会同时居住。 洞穴中的针和某些其他文物的归属，是智人还是丹尼索瓦人（有时也被称为丹尼索瓦人），尚不确定。